# 催吐薬
催吐薬（さいとやく emetics）とは嘔吐を誘発させることによって胃の内容物を吐かせることを目的とした薬である。
主に異物や毒物を飲み込んでしまった場合の対処として使用される。経口薬、注射薬がある。
中枢性催吐薬の場合、その薬理作用は延髄の嘔吐中枢を刺激することにより催吐作用を発揮する。主な薬剤としてエメチン、アポモルヒネ、ブロモクリプチンなどがある。
家庭の置き薬としては、トコンシロップが化学物質や毒物を吐き出すのに使用されてきた。初期段階（誤飲して30‐90分以内）なら効果が望めるものの、潜在的に副作用や吐くのが望ましくない状況で使用される場合があるため、電話などで緊急医療スタッフなどの指示が望めるなら指示に従って使用されることが望まれる。